# Zsanett Németh (atleta)
Zsanett Németh (19 de diciembre de 2000) es una deportista húngara que compite en atletismo, especialista en la prueba de lanzamiento de martillo.
Ganó una medalla de bronce en el Campeonato Europeo de Atletismo Sub-20 de 2019, en su especialidad. En 2023 debutó en la categoría absoluta en la Copa Europea de Lanzamientos disputada en Portugal.
A nivel nacional fue segunda en el Campeonato Húngaro de Atletismo de los años 2022 y 2023.

## Palmarés internacional
| Campeonato Europeo Sub-20 | Campeonato Europeo Sub-20 | Campeonato Europeo Sub-20 | Campeonato Europeo Sub-20 |
| Año                       | Lugar                     | Medalla                   | Prueba                    |
| ------------------------- | ------------------------- | ------------------------- | ------------------------- |
| 2019                      | Borås (Suecia)            | Medalla de bronce         | Martillo                  |